# Marco Bode
Marco Bode (* 23. července 1969, Osterode am Harz) je bývalý německý fotbalista. Nastupoval na postu záložníka.
S německou reprezentací získal zlatou medaili na mistrovství Evropy 1996 a stříbrnou medaili na mistrovství světa 2002. Hrál i na Euru 2000. Celkem za národní tým odehrál 40 utkání, v nichž vstřelil 9 gólů.
S Werderem Brémy vyhrál v sezóně 1991/92 Pohár vítězů pohárů. Jednou se v dresu Werderu stal mistrem Německa (1992/93), třikrát vyhrál německý pohár (1990/91, 1993/94, 1998/99).